# Eustala tribrachiata
Eustala tribrachiata är en spindelart som beskrevs av Badcock 1932. Eustala tribrachiata ingår i släktet Eustala och familjen hjulspindlar.
Artens utbredningsområde är Paraguay. Inga underarter finns listade i Catalogue of Life.